# Lățunaș, Timiș
Lățunaș este un sat în comuna Jamu Mare din județul Timiș, Banat, România. Se află în partea de sud-est a județului, în Câmpia Bârzavei.

## Localizare
Satul se situează în extremitatea sudică a județului Timiș, la limita cu județul Caraș-Severin și granița cu Serbia.

## Istorie

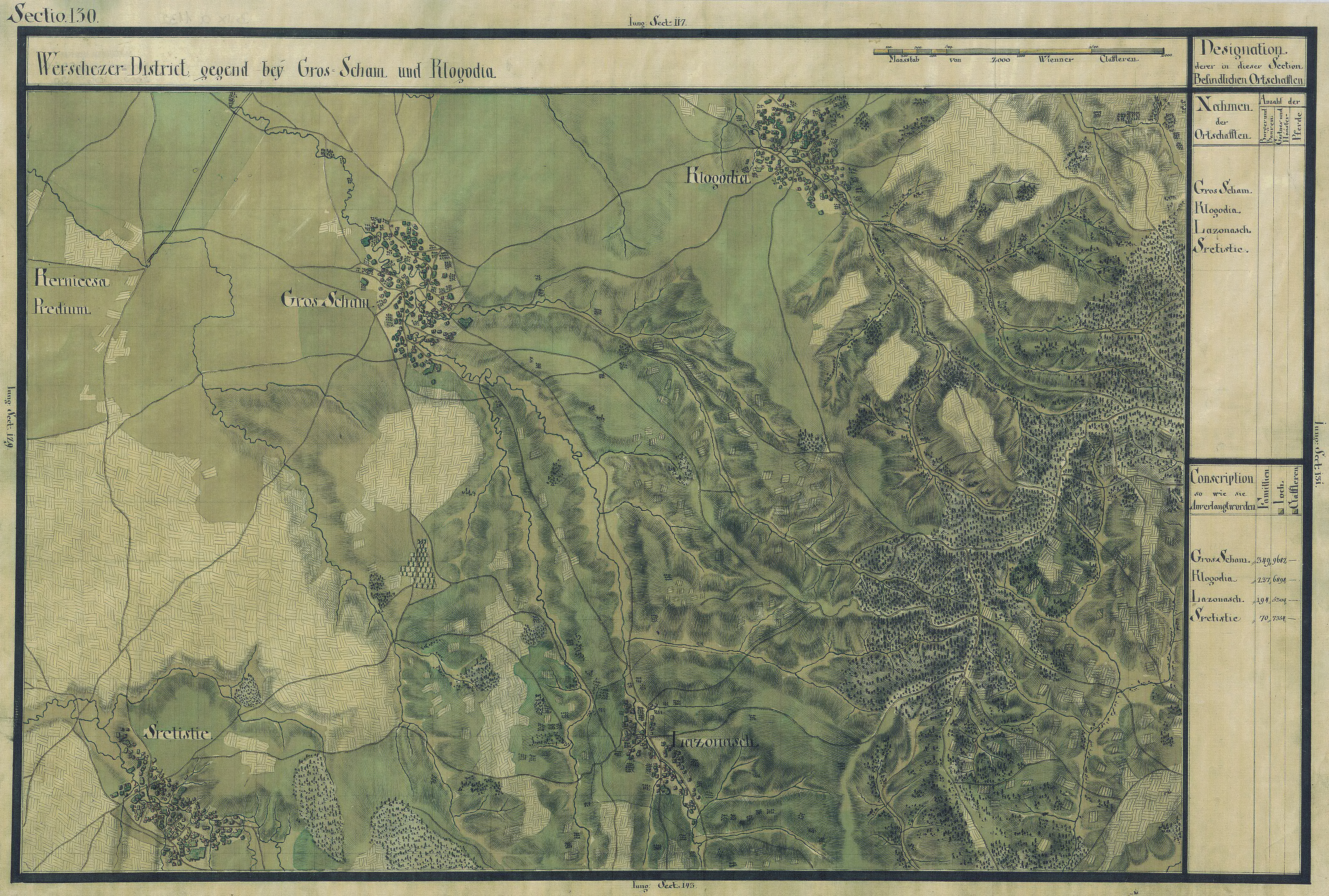
Lățunaș în Harta Iosefină a Banatului, 1769-72

Satul este unul relativ recent, întrucât apare menționat pentru prima dată în timpul ocupației otomane a Banatului. Conform istoricului Nicolae Ilieșu, satul a fost înființat în această perioadă. Informații precedente acestei perioade nu există. La conscripția generală a Banatului din 1717, habsburgii au consemnat satul Lasonasch, cu 30 de case. A aparținut erariului până în 1828, când a fost cumpărată de Ioan Sztojanovits. A aparținut pentru mult timp familiei nobiliare Stojanovits. Biserica unită s-a construit în 1884 iar cea ortodoxă în 1930. După 1948, toți credincioșii uniți au trecut la biserica ortodoxă veche. Între 1951-1956, din Lățunaș au fost deportate în Bărăgan 94 de persoane.